# Спиридонов, Владимир Николаевич
Спиридонов Владимир Николаевич  (род. 25 октября 1944, Якутск) — советский, российский спортсмен и тренер по современному пятиборью. Мастер спорта СССР (1968) по современному пятиборью, заслуженный работник физической культуры РФ. Отличник физической культуры и спорта. Неоднократный победитель и призёр первенств Вооруженных Сил, первенств РСФСР. Выступал за Вооруженные Силы.

## Биография
СПИРИДОНОВ Владимир Николаевич родился в 26 октября 1944 года в Якутске. В 1961 году поступил в «Горьковское речное училище им. И. П. Кулибина», обучаясь в училище, занимался плаванием, морским многоборьем и современным пятиборьем. В 1965 году окончил курс названного училища по специальности судовой механик. В том же году был призван в ряды Советской Армии. Службу проходил на Балтийском флоте, продолжая заниматься спортом, выполнив в 1968 году норму мастера спорта СССР по современному пятиборью. Выступая за сборную команду Вооруженных Сил и сборную РСФСР неоднократно занимал призовые места на чемпионатах и первенствах России, СССР и международных соревнованиях.
Закончив службу в рядах СА был принят на работу в специализированную спортивную школу молодежи по современному пятиборью на должность тренера-преподавателя. В 1973 году организовал на конноспортивной базе пос. Свободное Гурьевского района Калининградской области спортивно-оздоровительный лагерь для учащихся школы, в котором тренировалось до 200-х спортсменов в летний период по всему комплексу современного пятиборья. В течение 20 лет был бессменным директором лагеря.
На протяжении всей своей работы воспитал 17 мастеров спорта, более 30 кандидатов в мастера спорта. Выступая на чемпионатах и первенствах СССР, а также в составе сборных и ведомственных сборных команд СССР и РСФСР на международных соревнованиях спортсмены Спиридонова В. Н. неоднократно становились победителями чемпионатов и призёрами этих соревнований.
Являясь судьей республиканской категории по современному пятиборью участвовал в судействе соревнований различного уровня. После 1991 года укреплял связи на международном уровне по проведению и организации соревнований по современному пятиборью в Польше, Литве, Чехии.
За заслуги в 2000 году награждён знаком «Отличник физической культуры и спорта».
В 2004 году награждён Почетной грамотой за большой вклад в развитие физической культуры и спорта в Калининградской области, подписанной губернатором В. Егоровым. В 2007 году награждён государственной наградой Российской Федерации званием «Заслуженный работник физической культуры Российской Федерации».
С 1999—2003 г.г. был председателем федерации современного пятиборья Калининградской области. В эти же годы входил в состав президиума федерации современного пятиборья России.
Находясь на должности этих общественных организаций, во многом способствовал укреплению спортивной базы современного пятиборья области, привлечению финансовой помощи спонсоров и сохранению тренерского коллектива школы.

## Звания и награды
- Мастер спорта СССР (1958)
- Отличник физической культуры и спорта (2000)
- Заслуженный работник физической культуры Российской Федерации (2007)